# Quadre combinat

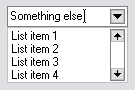
Una caixa combinat genèric

Una quadre combinat o combo box és un element d'interfícies gràfiques d'usuari. Tradicionalment, és una combinació entre un quadre de llista i un quadre de text, que permet a l'usuari introduir qualsevol valor directament en el teclat o, alternativament, seleccionar un valor de la llista. El terme «llista desplegable» s'utilitza de vegades amb el significat de «quadre combinat», encara que en els llenguatges com Java i .NET, no són sinònims.